# Eric N. Smith
Eric Nelson Smith (Oklahoma, 18 de septiembre de 1969) es un herpetólogo estadounidense, profesor de Biología de la Universidad de Texas en Arlington, especializado en la herpetofauna de América Central.

## Taxones nombrados en su honor
- Crotalus ericsmithi Campbell & Flores-Villela, 2008

## Selección de especies descritas
- Atropoides indomitus Smith & Ferrari-Castro, 2008
- Bolitoglossa centenorum Campbell, Smith, Streicher, Acevedo & Brodie, 2010
- Bolitoglossa daryorum Campbell, Smith, Streicher, Acevedo & Brodie, 2010
- Bolitoglossa eremia Campbell, Smith, Streicher, Acevedo & Brodie, 2010
- Bolitoglossa guaramacalensis Schargel, García-Pérez & Smith, 2002
- Bolitoglossa huehuetenanguensis Campbell, Smith, Streicher, Acevedo & Brodie, 2010
- Bolitoglossa kaqchikelorum Campbell, Smith, Streicher, Acevedo & Brodie, 2010
- Bolitoglossa la Campbell, Smith, Streicher, Acevedo & Brodie, 2010
- Bolitoglossa ninadormida Campbell, Smith, Streicher, Acevedo & Brodie, 2010
- Bolitoglossa nussbaumi Campbell, Smith, Streicher, Acevedo & Brodie, 2010
- Bolitoglossa nympha Campbell, Smith, Streicher, Acevedo & Brodie, 2010
- Bolitoglossa pacaya Campbell, Smith, Streicher, Acevedo & Brodie, 2010
- Bolitoglossa psephena Campbell, Smith, Streicher, Acevedo & Brodie, 2010
- Bolitoglossa suchitanensis Campbell, Smith, Streicher, Acevedo & Brodie, 2010
- Bolitoglossa tzultacaj Campbell, Smith, Streicher, Acevedo & Brodie, 2010
- Bolitoglossa xibalba Campbell, Smith, Streicher, Acevedo & Brodie, 2010
- Bothriechis thalassinus Campbell & Smith, 2000
- Calliophis haematoetron Smith, Manamendra-Arachchi & Somaweera, 2008
- Charadrahyla tecuani Campbell, Blancas-Hernández & Smith, 2009
- Chapinophis Campbell & Smith, 1998
- Chapinophis xanthocheilus Campbell & Smith, 1998
- Coniophanes michoacanensis Flores-Villela & Smith, 2009
- Craugastor campbelli (Smith, 2005)
- Craugastor cyanochthebius McCranie & Smith, 2006
- Craugastor galacticorhinus (Canseco-Márquez & Smith, 2004)
- Craugastor nefrens (Smith, 2005)
- Cryptotriton monzoni (Campbell & Smith, 1998)
- Cryptotriton wakei (Campbell & Smith, 1998)
- Dendrotriton chujorum Campbell, Smith, Streicher, Acevedo & Brodie, 2010
- Dendrotriton kekchiorum Campbell, Smith, Streicher, Acevedo & Brodie, 2010
- Duellmanohyla Campbell & Smith, 1992
- Nototriton brodiei Campbell & Smith, 1998
- Osteocephalus exophthalmus Smith & Noonan, 2001
- Plectrohyla ephemera (Meik, Canseco-Márquez, Smith & Campbell, 2005)
- Plectrohyla miahuatlanensis Meik, Smith, Canseco-Márquez & Campbell, 2006
- Ptychohyla dendrophasma (Campbell, Smith & Acevedo, 2000)
- Ptychohyla sanctaecrucis Campbell & Smith, 1992
- Rhacophorus achantharrhena Harvey, Pemberton & Smith, 2002
- Rhacophorus barisani Harvey, Pemberton & Smith, 2002
- Rhacophorus catamitus Harvey, Pemberton & Smith, 2002
- Rhinella amboroensis (Harvey & Smith, 1993)
- Rhinella justinianoi (Harvey & Smith, 1994)
- Tantilla ceboruca Canseco-Márquez, Smith, Ponce-Campos, Flores-Villela & Campbell, 2007

## Abreviatura (zoología)
La abreviatura Smith  se emplea para indicar a Eric N. Smith como autoridad en la descripción y taxonomía en zoología.